# Nicolas Van de Walle
Pour les articles homonymes, voir Van de Walle.
Nicolas Van de Walle, né le 8 février 1974 à Liège, est un auteur de bande dessinée belge francophone. Il signe aussi du nom de plume Nico.

## Biographie
Nicolas Van de Walle naît le 8 février 1974 à Liège. Van de Walle étudie à l'Académie royale des beaux-arts de Liège, d'où il sort diplômé,.
En 2006, Van de Walle dessine l'album Carcassonne dans la série pédagogique Les Voyages de Jhen sur un scénario de Jacques Martin. En 2011, l'album Bruxelles suit dans la même série, qu'il a également colorié, publié aux éditions Casterman.
En 2007, Van de Walle scénarise et dessine la bande dessinée érotique Captives de l'île aux pirates publié aux éditions Point Image. En 2008, il participe au portfolio collectif dans la même veine Salon de l'érotisme.  
La même année, Van de Walle assure la mise en couleur de Mesrine - L'évasion impossible dessiné par Lounis Chabane publié dans la collection « Ligne Rouge » aux éditions Casterman.
À partir de 2018, Van de Walle écrit et dessine sa série humoristique Adelin et Irina, dans laquelle il raconte les aventures du barde Adelin qui se retrouve au royaume des Amazones où il rencontre la princesse Irina. Les deux premiers tomes sont publiés en auto-édition (2018-2019). En 2020, il remastérise le premier tome Le Complot Des Capes Noires et il est édité cette fois par les Éditions du Tiroir. En 2021, c'est le deuxième opus L'Épée de la domination qui est revisité et se voit adjoint d'un récit inédit en 6 pages présenté avec une autre illustration de couverture. En 2022, le troisième opus intitulé La Révolte des esclaves, paraît aux Éditions du Tiroir. L'année suivante, il réalise graphiquement Le Voyageur, préquel de la série Caroline Baldwin sur un scénario d'André Taymans dans la collection « Cargo de nuit » pour les mêmes éditions. 
Puis, pour la même maison d'édition, il succède à Bruno Di Sano et François Walthéry sur le 16e épisode de la série Rubine scénarisée par Mythic intitulé Le Prophète blanc en 2024.
En outre, il participe à la célébration du centenaire du circuit de Spa-Francorchamps avec une illustration dans 100 Ans de sports mécaniques ... Spa Francorchamps en 2021.
De son propre aveu, il est influencé par Alexis, Yves Chaland, Philippe Druillet, Peyo, François Walthéry, Franco Saudelli, Will Eisner, Eric Stanton et Wally Wood.

## Œuvres

### Albums de bande dessinée

#### Les Voyages de Jhen
- 3. Carcassonne[17],[18], Casterman, Bruxelles, février 2006
Scénario : Jacques Martin - Dessin : Nicolas Van de Walle - Couleurs : Dhomi, Olivier Bogarts -  (ISBN 2-203-32220-9),Réédition de 2018  (ISBN 978-2-203-16579-3)
- 12. Bruxelles, Casterman, Bruxelles, 12 février 2011
Scénario : Jacques Martin - Dessin et couleurs : Nicolas Van de Walle -  (ISBN 2-203-32220-9)

#### Captives de l'île aux pirates
- Captives de l'île aux pirates, Point Image, Bruxelles, 2007
Scénario et dessin : Nicolas Van de Walle - Couleurs : noir et blanc -  (ISBN 2-930460-06-7)

#### Mesrine
- L'Évasion impossible, Casterman, coll. « Ligne Rouge », Bruxelles, octobre 2008
Scénario : Roger Knobelspiess - Dessin : Lounis Chabane - Couleurs : Nicolas Van de Walle -  (ISBN 9782203005488)

#### Adelin et Irina
- 1. Le Complot des capes noires, Éditions du Tiroir, Braine-l'Alleud, janvier 2020
Scénario, dessin et couleurs : Nicolas Van de Walle -  (ISBN 978-2-931027-09-7)
- 2. L'Épée de la domination, Éditions du Tiroir, Braine-l'Alleud, 23 mars 2021
Scénario, dessin et couleurs : Nicolas Van de Walle -  (ISBN 978-2-931027-23-3),Réédition avec une histoire inédite de 6 pages et une nouvelle illustration pleine page.
- 3. La Révolte des esclaves[12],[13], Éditions du Tiroir, Braine-l'Alleud, 11 février 2022
Scénario, dessin et couleurs : Nicolas Van de Walle -  (ISBN 978-2-931027-45-5)
- 4. La Cité ardente[19],[20], Éditions du Tiroir, Braine-l'Alleud, 31 janvier 2025
Scénario, dessin et couleurs : Nicolas Van de Walle -  (ISBN 978-2-931251-16-4)
- HS. Les Conquérantes, Éditions du Tiroir, Braine-l'Alleud, 21 octobre 2022
Scénario, dessin et couleurs : Nicolas Van de Walle -  (ISBN 978-2-931027-59-2)Recueil d'illustrations. Format carré.

Caroline Baldwin
- 0. Le Voyageur[14], Éditions du Tiroir, coll. « Cargo de nuit », Braine-l'Alleud, 12 février 2023
Scénario : André Taymans - Dessin et couleurs : Nicolas Van de Walle -  (ISBN 9782931027677)

Rubine
- 16. Le Prophète blanc, Éditions du Tiroir, Braine-l'Alleud, 26 janvier 2024
Scénario : Mythic - Dessin : Nicolas Van de Walle - Couleurs : Stibane -  (ISBN 978-2-931251-03-4)

### Collectifs
- Salon de l'érotisme de bruxelles 2008, Galerie d'Enfer Éditions, Bruxelles, février 2008
Scénario : collectif - Dessin : collectif dont Nicolas Van de Walle - Couleurs : quadrichromiePortfolio édité à 250 ex. numérotés et signés, couverture de Milo Manara.
- Spa-Francorchamps[21], Point Image, août 2021
Scénario : collectif - Dessin : collectif dont Nicolas Van de Walle -  (ISBN 2-930460-44-X),Format à l'italienne.

### Revues et journaux
- Kiwi (LUG puis Semic) publication dans le no 559 en 2001[22].

### Expositions

#### Expositions collectives
- BD en 33 tours, Octopus Gallery, Waterloo en septembre-octobre 2006[23],[24].

#### Livres
: document utilisé comme source pour la rédaction de cet article.
- Philippe Mellot, Michel Denni, Laurent Turpin et Isabelle Morzadec, Trésors de la bande dessinée : BDM 2023-2024 - Catalogue encyclopédique et Argus, Paris, Les Arènes, novembre 2022, 23e éd., 1677 p., ill. ; 23 cm (ISBN 9791037507280, OCLC 1351462460, présentation en ligne), p. 240, 669. .

#### Articles
- Mythic et Nicolas Van de Walle (interviewés par Alexis Seny), « Interview fleuve avec Mythic et Nico autour de la seconde jeunesse de l’implacable Rubine: « Dans les 90’s, la femme-flic, célibataire, armée et dangereuse dépoussiérait l’image d’hôtesse de l’air devenue un rien bimbo » », Branchés Culture,‎ 28 mai 2024 (lire en ligne, consulté le 1er juillet 2024).

### Vidéographie
- [vidéo] « Nico Van de Walle », sur YouTube interviewé par Thierry Ligot lors du BD Comic Strip Festival à Tour et Taxis, le 10 septembre 2022.